# Nationalpark Tara
Der Nationalpark Tara ist ein 1981 gegründeter Nationalpark in der gebirgigen Region im westlichen Serbien. Das Tara-Gebirge schließt nordwestlich an das Zlatibor-Gebirge an und erstreckt sich bis zur Drina, die hier die Grenze zu Bosnien-Herzegowina darstellt.
Der Nationalpark erstreckt sich über eine Gesamtfläche von 37.584 ha, das Kerngebiet beträgt davon etwa 22.000 ha. Die Höhenunterschiede gehen von 250 m über dem Meer bis auf 1500 m über. Die Verwaltungsbehörde des Parks hat ihren Sitz in der nahe gelegenen Stadt Bajina Bašta.
Drei Viertel der Fläche des Nationalparks sind von dichten Wäldern bedeckt. Eine botanische Besonderheit ist die Serbische Fichte, deren einziges Verbreitungsgebiet im Tara zu finden ist. Aufgrund der teils raren Pflanzenarten und der Tiervielfalt ist der Nationalpark von wissenschaftlichem Interesse und wurde auch aus diesem Grund unter strengsten gesetzlichen Schutz gestellt.
Die landschaftliche Attraktivität macht den Nationalpark auch zu einem bedeutenden touristischen Ziel der Region. Mehrere Orte bieten Kurbetriebe an, eine von Touristen häufig in Anspruch genommene Attraktion sind Bootstouren durch die tiefen Schluchten. Unweit des Nationalparks wurde 2003 die Museums- und Touristikbahn Šarganska osmica in Betrieb genommen.